# Gran Premio di Corea 2013
Il Gran Premio di Corea 2013 si è corso domenica 6 ottobre 2013 sul circuito di Sud Jeolla in Corea del Sud, quattordicesima prova della stagione 2013 del Campionato mondiale di Formula 1. La gara è stata vinta dal tedesco Sebastian Vettel su Red Bull Racing-Renault; per il vincitore si è trattato del trentaquattresimo successo nel mondiale. Ha preceduto sul traguardo il finlandese Kimi Räikkönen e il francese Romain Grosjean, entrambi su Lotus-Renault.
Vettel ha conquistato il quarto Grand Chelem della sua carriera in F1 (secondo consecutivo), ottenendo pole position, giro veloce, vittoria e conducendo la gara per tutti i giri.

## Vigilia

### Sviluppi futuri
La FIA annuncia che il rinnovo del Patto della Concordia, che regola la Formula 1, è entrato in vigore, e sarà attivo fino al termine della stagione 2020. L'accordo, raggiunto nel luglio 2013, è stato ratificato dagli organi competenti. La FIA ha anche confermato che la Pirelli rimarrà fornitrice unica degli pneumatici per la F1. L'accordo avrebbe durata triennale.
La nuova bozza di calendario provvisorio per il 2014 prevede ora 22 gare, col rientro del gran premio da svolgersi sul tracciato del New Jersey, fissato al 1º giugno. Questo gran premio, come quello di Corea (spostato ad aprile dalla consueta data di ottobre), e il Gran Premio del Messico, di novembre, sono ancora soggetti all'approvazione definitiva. La data di ottobre verrebbe presa dal Gran Premio di Russia. I team, nel frattempo, hanno indicato il Circuito di Manama, che ospita il Gran Premio del Bahrein, quale sede per i test precampionato fissati dal 19 al 22 febbraio e dal 27 febbraio al 2 marzo 2014. Oltre al tracciato mediorientale la F1 utilizzerà anche il Circuito di Jerez de la Frontera per dei test dal 28 al 31 gennaio.
La Marussia conferma, anche per il 2014, il francese Jules Bianchi quale pilota titolare. La Sauber conferma l'accordo con la Ferrari per la fornitura dei motori anche per la stagione 2014.

### Aspetti tecnici
La Pirelli, fornitrice unica degli pneumatici, ha annunciato che per questa gara fornirà gomme di mescola "Medium" e "Supersoft".
Per questa edizione del gran premio la FIA stabilisce due zone per l'uso del DRS: la prima, confermata, è posta sul rettilineo tra le curve 2 e 3, con detection point fissato alla curva 1; la seconda, che è una novità, è posta sul rettilineo dei box, con punto per la determinazione del distacco fra i piloti posto alla curva 15. Il tracciato è in parte modificato con l'installazione di cordoli aggiuntivi all'uscita della pit lane.
La Lotus fornisce ad entrambi i piloti la versione a passo lungo della E21.

### Aspetti sportivi
Mark Webber è penalizzato di dieci posizioni sulla griglia di partenza per aver accumulato la terza reprimenda stagionale da parte dei commissari. In questa occasione Webber è stato sanzionato per aver chiesto, e ottenuto, un passaggio a Fernando Alonso, al termine della gara di Singapore, per rientrare ai box, dopo il ritiro avvenuto all'ultimo giro, dovuto a un guasto al motore della sua monoposto. Anche Alonso ha ricevuto una reprimenda, senza però aver subito ulteriori sanzioni disciplinari.
La presenza del pilota della Lotus Kimi Räikkönen è in dubbio a causa del riacutizzarsi dei dolori alla schiena apparsi nel corso del weekend del Gran Premio di Singapore.
Per questa gara la Lotus e la Caterham, due dei team motorizzati dalla Renault, correranno col logo della Renault Samsung Sport, marchio coreano di proprietà della casa francese, al posto del tradizionale marchio Renault.
Emanuele Pirro, ex pilota di Formula 1, è nominato commissario aggiunto per questo gran premio da parte della FIA. Ha svolto questa funzione in diverse occasioni, l'ultima nel Gran Premio di Germania 2013.
Nelle prime prove del venerdì Rodolfo González prende il posto di Jules Bianchi alla Marussia, mentre James Calado sostituisce Paul di Resta alla Force India.

## Prove

### Resoconto
Nella prima sessione il tempo migliore è fatto segnare da Lewis Hamilton su Mercedes; il britannico ha ottenuto il tempo nella seconda parte della sessione, dopo aver atteso prima di scendere in pista, per godere di una migliore gommatura dell'asfalto. Hamilton ha preceduto le due Red Bull Racing e l'altra Mercedes, di Nico Rosberg.
Ha preso parte alla sessione regolarmente anche Kimi Räikkönen, inizialmente in dubbio per le sue condizioni fisiche. Il finlandese è stato comunque protagonista di un'uscita di pista, e conseguente danneggiamento della sua monoposto. Di altre uscite dal tracciato sono stati soggetti anche Rodolfo González della Marussia e James Calado della Force India.
Hamilton si è confermato il più rapido anche nella seconda sessione di prove del venerdì. Il britannico ha nuovamente preceduto Sebastian Vettel, mentre Rosberg, in questa sessione, è stato più rapido di Mark Webber.
Nella sessione del sabato Sebastian Vettel è stato il più rapido. Il tedesco ha preceduto per 137 millesimi il compagno di scuderia Mark Webber. Lewis Hamilton, che era risultato il più veloce al venerdì, ha chiuso al quarto posto, non riuscendo a sfruttare il giro con le gomme "supersoft".

### Risultati
Nella prima sessione del venerdì si è avuta questa situazione:
| Pos | Nº | Pilota           | Costruttore             | Tempo    | Gap    | Giri |
| --- | -- | ---------------- | ----------------------- | -------- | ------ | ---- |
| 1   | 10 | Lewis Hamilton   | Mercedes                | 1'39"630 |        | 20   |
| 2   | 1  | Sebastian Vettel | Red Bull Racing-Renault | 1'39"667 | +0"037 | 20   |
| 3   | 2  | Mark Webber      | Red Bull Racing-Renault | 1'39"816 | +0"186 | 19   |

Nella seconda sessione del venerdì si è avuta questa situazione:
| Pos | Nº | Pilota           | Costruttore             | Tempo    | Gap    | Giri |
| --- | -- | ---------------- | ----------------------- | -------- | ------ | ---- |
| 1   | 10 | Lewis Hamilton   | Mercedes                | 1'38"673 |        | 31   |
| 2   | 1  | Sebastian Vettel | Red Bull Racing-Renault | 1'38"781 | +0"108 | 30   |
| 3   | 9  | Nico Rosberg     | Mercedes                | 1'38"797 | +0"124 | 32   |

Nella sessione del sabato mattina si è avuta questa situazione:
| Pos | Nº | Pilota           | Costruttore             | Tempo    | Gap    | Giri |
| --- | -- | ---------------- | ----------------------- | -------- | ------ | ---- |
| 1   | 1  | Sebastian Vettel | Red Bull Racing-Renault | 1'37"881 |        | 17   |
| 2   | 2  | Mark Webber      | Red Bull Racing-Renault | 1'38"018 | +0"137 | 17   |
| 3   | 9  | Nico Rosberg     | Mercedes                | 1'38"318 | +0"437 | 16   |

## Qualifiche

### Resoconto
La sessione di qualifica si svolge con pista asciutta. nella prima fase non si registrano sorprese, con l'eliminazione delle due Williams, delle due Caterham e delle due Marussia.
Anche nella seconda fase, curiosamente, vengono eliminate tre coppie di monoposto di tre sole scuderie. Non passano alla Q1 le due McLaren (con Jenson Button che accusa Kimi Räikkönen di averlo rallentato nel giro migliore), le due Force India e le due Toro Rosso. La Sauber riesce a portare, per la prima volta nella stagione, entrambe le monoposto in Q1.
Nella fase decisiva Sebastian Vettel fa subito segnare il tempo migliore. Lewis Hamilton, secondo dopo il primo tentativo, non è stato capace di impensierire il tedesco, con l'ultimo tentativo: Vettel ha così abortito il secondo giro veloce per preservare le gomme. Per il tedesco è la quarantaduesima pole nel mondiale, la quinta consecutiva. Per la Renault si tratta della duecentottesima nel mondiale quale motorista, eguagliando così il record della Ferrari. Al termine delle prove Jules Bianchi è penalizzato di tre posizioni in griglia per aver ostacolato Paul di Resta durante la Q1, mentre Mark Webber, col terzo tempo, retrocede di dieci posizioni, come deciso dopo il gran premio precedente.

### Risultati
Nella sessione di qualifica si è avuta questa situazione:
| Pos                         | Nº | Pilota              | Costruttore             | Q1       | Q2       | Q3       | Griglia |
| --------------------------- | -- | ------------------- | ----------------------- | -------- | -------- | -------- | ------- |
| 1                           | 1  | Sebastian Vettel    | Red Bull Racing-Renault | 1'38"683 | 1'37"569 | 1'37"202 | 1       |
| 2                           | 10 | Lewis Hamilton      | Mercedes                | 1'38"574 | 1'37"824 | 1'37"420 | 2       |
| 3                           | 2  | Mark Webber         | Red Bull Racing-Renault | 1'39"138 | 1'37"840 | 1'37"464 | 13      |
| 4                           | 8  | Romain Grosjean     | Lotus-Renault           | 1'39"065 | 1'38"076 | 1'37"531 | 3       |
| 5                           | 9  | Nico Rosberg        | Mercedes                | 1'38"418 | 1'38"031 | 1'37"679 | 4       |
| 6                           | 3  | Fernando Alonso     | Ferrari                 | 1'38"520 | 1'37"978 | 1'38"038 | 5       |
| 7                           | 4  | Felipe Massa        | Ferrari                 | 1'38"884 | 1'38"295 | 1'38"223 | 6       |
| 8                           | 11 | Nico Hülkenberg     | Sauber-Ferrari          | 1'38"427 | 1'37"913 | 1'38"237 | 7       |
| 9                           | 12 | Esteban Gutiérrez   | Sauber-Ferrari          | 1'38"725 | 1'38"327 | 1'38"405 | 8       |
| 10                          | 7  | Kimi Räikkönen      | Lotus-Renault           | 1'38"341 | 1'38"181 | 1'38"822 | 9       |
| 11                          | 6  | Sergio Pérez        | McLaren-Mercedes        | 1'39"049 | 1'38"362 | N.D.     | 10      |
| 12                          | 5  | Jenson Button       | McLaren-Mercedes        | 1'38"882 | 1'38"365 | N.D.     | 11      |
| 13                          | 19 | Daniel Ricciardo    | STR-Ferrari             | 1'38"525 | 1'38"417 | N.D.     | 12      |
| 14                          | 15 | Adrian Sutil        | Force India-Mercedes    | 1'38"988 | 1'38"431 | N.D.     | 14      |
| 15                          | 14 | Paul di Resta       | Force India-Mercedes    | 1'39"185 | 1'38"718 | N.D.     | 15      |
| 16                          | 18 | Jean-Éric Vergne    | STR-Ferrari             | 1'39"075 | 1'38"781 | N.D.     | 16      |
| 17                          | 17 | Valtteri Bottas     | Williams-Renault        | 1'39"470 | N.D.     | N.D.     | 17      |
| 18                          | 16 | Pastor Maldonado    | Williams-Renault        | 1'39"987 | N.D.     | N.D.     | 18      |
| 19                          | 20 | Charles Pic         | Caterham-Renault        | 1'40"864 | N.D.     | N.D.     | 19      |
| 20                          | 21 | Giedo van der Garde | Caterham-Renault        | 1'40"871 | N.D.     | N.D.     | 20      |
| 21                          | 22 | Jules Bianchi       | Marussia-Cosworth       | 1'41"169 | N.D.     | N.D.     | 22      |
| 22                          | 23 | Max Chilton         | Marussia-Cosworth       | 1'41"322 | N.D.     | N.D.     | 21      |
| Tempo limite 107%: 1'45"224 |    |                     |                         |          |          |          |         |

Con i tempi in grassetto sono visualizzate le migliori prestazioni in Q1, Q2 e Q3.

## Gara

### Resoconto
Alla partenza Sebastian Vettel scatta bene dalla pole position e così anche Lewis Hamilton, partito al suo fianco, mentre, dietro, Nico Rosberg e Romain Grosjean superano le Ferrari di Fernando Alonso e Felipe Massa: i due sfruttano il KERS per affiancare Rosberg, ma il brasiliano commette un errore in frenata alla terza curva e si gira in testacoda, rischiando di coinvolgere l'altra Ferrari. Alonso è costretto ad andare lungo e viene ripassato da Rosberg e anche dalla Sauber di Nico Hülkenberg, ritrovandosi in sesta posizione. Massa chiude il primo giro ventunesimo.
Mentre il tedesco della Red Bull si accinge a compiere una gara solitaria al primo posto, dietro si accende la bagarre: si distingue in particolare Kimi Räikkönen, che sorpassa Daniel Ricciardo al 4º giro e Alonso al 9º, conquistando così la sesta piazza. L'iberico si ferma subito ai box per il primo pit stop, sostituendo le super soft con le medie; anche Hamilton farà la stessa cosa. Al passaggio seguente vanno al cambio gomme Grosjean, Rosberg e Hülkenberg; Vettel e Räikkönen invece aspettano fino all'11º passaggio: il finlandese perde del tempo e si ritrova dietro ad Alonso e con Mark Webber immediatamente dietro.
Ricciardo, che non si è ancora fermato, viaggia in quarta posizione e sembra poterne approfittare, ma verso il 17º giro sconta dei problemi con le coperture: Rosberg lo supera alla tornata successiva e l'australiano decide di tornare ai box. Nel frattempo si accende una lotta per la quinta piazza tra Hülkenberg, Alonso, Räikkönen e Webber, che per il momento procedono in quest'ordine: al 25º giro l'alfiere della Lotus va ai box, lasciando via libera alla seconda guida della Red Bull che poco dopo sorpassa l'asturiano.
Hamilton paga l’usura delle gomme e inizia a perdere tre secondi a giro rispetto ai leader e al compagno Rosberg che si avvicina.
Al 28º giro Fernando Alonso va al cambio gomme e, nella stessa tornata, è costretto a tornarvi anche Nico Rosberg che, al momento del sorpasso su Hamilton, subisce il cedimento del musetto della sua Mercedes. Anticipando il cambio gomme, Räikkönen è risalito in zona podio; al 31º giro esplode la ruota anteriore destra a Sergio Pérez che ha appena subito il sorpasso del finlandese. A causa dei detriti, entra la safety car; Mark Webber subisce una foratura dovuta ai detriti ed è costretto a cambiare nuovamente le gomme, ma poiché ha terminato i set di gomme medie, deve necessariamente montare le super-soft. L’ordine vede ora Vettel sempre davanti a Grosjean, Räikkönen, Hamilton, Hulkenberg, Alonso, Button e Rosberg.
Cinque giri, subito dopo il rientro ai box della vettura di sicurezza, Adrian Sutil va in testacoda e centra in pieno la Red Bull dell'australiano, costringendolo al ritiro. La vettura prende fuoco, tanto che interviene in pista una vettura dei vigili del fuoco, che costringe la direzione di gara a rimandare in pista la safety car; nel frattempo sono da registrare i sorpassi di Räikkönen su Grosjean e di Hulkenberg su Hamilton. Quando la vettura di sicurezza esce di scena, la classifica vede Sebastian Vettel comandare sulle due Lotus, poi a seguire Hülkenberg, Hamilton e Alonso si renderanno protagonisti di incessanti duelli, ma arriveranno al traguardo in quest'ordine.
Da segnalare al 53º giro il sorpasso del rimontante Rosberg su Button per la settima piazza. Vince quindi il campione del mondo in carica, che già a partire dal prossimo Gran Premio avrà la possibilità di aggiudicarsi matematicamente il titolo; punti iridati anche per Massa (9º) e Perez (10º). Nel campionato costruttori la Red Bull Racing allunga, mentre Lotus e Mercedes si portano a ridosso della Ferrari per il secondo gradino del podio.

### Risultati
I risultati del gran premio sono i seguenti:
| Pos | Nº | Pilota              | Costruttore             | Giri | Tempo/Ritiro                 | Griglia | Punti |
| --- | -- | ------------------- | ----------------------- | ---- | ---------------------------- | ------- | ----- |
| 1   | 1  | Sebastian Vettel    | Red Bull Racing-Renault | 55   | 1h43'13"701                  | 1       | 25    |
| 2   | 7  | Kimi Räikkönen      | Lotus-Renault           | 55   | +4"224                       | 9       | 18    |
| 3   | 8  | Romain Grosjean     | Lotus-Renault           | 55   | +4"927                       | 3       | 15    |
| 4   | 11 | Nico Hülkenberg     | Sauber-Ferrari          | 55   | +24"114                      | 7       | 12    |
| 5   | 10 | Lewis Hamilton      | Mercedes                | 55   | +25"255                      | 2       | 10    |
| 6   | 3  | Fernando Alonso     | Ferrari                 | 55   | +26"189                      | 5       | 8     |
| 7   | 9  | Nico Rosberg        | Mercedes                | 55   | +26"698                      | 4       | 6     |
| 8   | 5  | Jenson Button       | McLaren-Mercedes        | 55   | +32"262                      | 11      | 4     |
| 9   | 4  | Felipe Massa        | Ferrari                 | 55   | +34"390                      | 6       | 2     |
| 10  | 6  | Sergio Pérez        | McLaren-Mercedes        | 55   | +35"155                      | 10      | 1     |
| 11  | 12 | Esteban Gutiérrez   | Sauber-Ferrari          | 55   | +35"990                      | 8       |       |
| 12  | 17 | Valtteri Bottas     | Williams-Renault        | 55   | +47"049                      | 17      |       |
| 13  | 16 | Pastor Maldonado    | Williams-Renault        | 55   | +50"013                      | 18      |       |
| 14  | 20 | Charles Pic         | Caterham-Renault        | 55   | +1'03"578                    | 19      |       |
| 15  | 21 | Giedo van der Garde | Caterham-Renault        | 55   | +1'04"501                    | 20      |       |
| 16  | 22 | Jules Bianchi       | Marussia-Cosworth       | 55   | +1'07"970                    | 22      |       |
| 17  | 23 | Max Chilton         | Marussia-Cosworth       | 55   | +1'12"898                    | 21      |       |
| 18  | 18 | Jean-Éric Vergne    | STR-Ferrari             | 53   | Probl. meccanici             | 16      |       |
| 19  | 19 | Daniel Ricciardo    | STR-Ferrari             | 52   | Probl. meccanici             | 12      |       |
| 20  | 15 | Adrian Sutil        | Force India-Mercedes    | 50   | Collisione con M.Webber      | 14      |       |
| Rit | 2  | Mark Webber         | Red Bull Racing-Renault | 36   | Fuoco/Collisione con A.Sutil | 13      |       |
| Rit | 14 | Paul di Resta       | Force India-Mercedes    | 24   | Incidente                    | 15      |       |

## Classifiche mondiali

### Piloti
| Pos | Pilota           | Punti |
| --- | ---------------- | ----- |
| 1   | Sebastian Vettel | 272   |
| 2   | Fernando Alonso  | 195   |
| 3   | Kimi Räikkönen   | 167   |
| 4   | Lewis Hamilton   | 161   |
| 5   | Mark Webber      | 130   |
| 6   | Nico Rosberg     | 122   |
| 7   | Felipe Massa     | 89    |
| 8   | Romain Grosjean  | 72    |
| 9   | Jenson Button    | 58    |
| 10  | Paul di Resta    | 36    |
| 11  | Nico Hülkenberg  | 31    |
| 12  | Adrian Sutil     | 26    |
| 13  | Sergio Pérez     | 23    |
| 14  | Daniel Ricciardo | 18    |
| 15  | Jean-Éric Vergne | 13    |
| 16  | Pastor Maldonado | 1     |

### Costruttori
| Pos | Team                    | Punti |
| --- | ----------------------- | ----- |
| 1   | Red Bull Racing-Renault | 402   |
| 2   | Ferrari                 | 284   |
| 3   | Mercedes                | 283   |
| 4   | Lotus-Renault           | 239   |
| 5   | McLaren-Mercedes        | 81    |
| 6   | Force India-Mercedes    | 62    |
| 7   | Sauber-Ferrari          | 31    |
| 8   | STR-Ferrari             | 31    |
| 9   | Williams-Renault        | 1     |

## Decisioni della FIA
Jules Bianchi e Charles Pic dovranno scontare una penalità di dieci posizioni sulla griglia del Gran Premio del Giappone, per aver subito la terza reprimenda stagionale, da parte dei commissari. In quest'ultima occasione i due piloti francesi non hanno rispettato le bandiere gialle durante la gara. Max Chilton e Giedo van der Garde subiscono una reprimenda, invece, per non aver rispettato il limite di velocità dietro la safety car. Non subiscono però altre sanzioni.